# Bazylika św. Mikołaja w Gdańsku
Bazylika św. Mikołaja – ceglany, gotycki kościół klasztorny Dominikanów z XIV-XV w.

## Historia

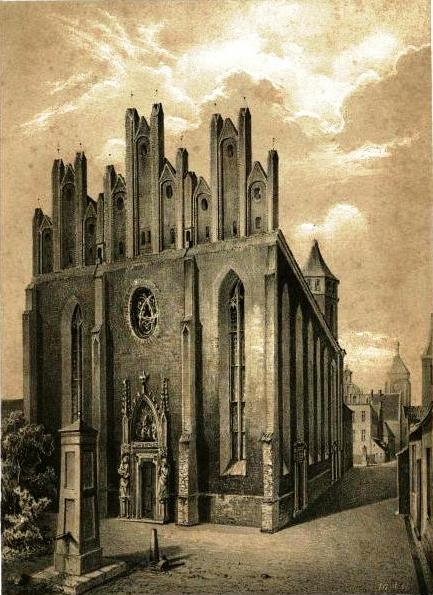
Widok archiwalny

Pierwszy mały romański kościół, pod wezwaniem św. Mikołaja, został wybudowany najprawdopodobniej w 1185. Powstał na skrzyżowaniu dwóch ważnych szlaków handlowych: starożytnej drogi kupców (via mercatorum) i traktu wiodącego z gdańskiego grodu do książęcych posiadłości na Pomorzu. Kościół od początku służył zarówno ludności miejscowej, jak i przybywającym do Gdańska ze wszystkich stron świata kupcom i żeglarzom.
22 stycznia 1227 pomorski książę Świętopełk przekazał kościół zakonowi oo. dominikanów, których przyprowadził Jacek Odrowąż. Został on konsekrowany przez legata papieskiego dla Prus Wilhelma z Modeny w 1239. Przy kościele wkrótce powstał klasztor.
W 1260 papież Aleksander IV udzielił gdańskim dominikanom przywileju odpustu zupełnego na dzień 4 sierpnia. Od tego czasu pielgrzymi zaczęli ściągać do Gdańska, a rada miasta rozpoczęła organizowanie w tym dniu jarmarku dominikańskiego.
Budowę istniejącego obecnie gotyckiego kościoła, już w innym miejscu, rozpoczęto po 1348, wznosząc w pierwszej fazie czteroprzęsłowe prezbiterium, a następnie sześcioprzęsłowy, trzynawowy, halowy korpus zachodni, którego przypory zostały wciągnięte do środka. Równocześnie trwała rozbudowa klasztoru. Budowę zakończono w 1487 wraz z wykonaniem sklepienia gwiaździstego. Podwyższono też wieżę o część ośmioboczną.
W okresie reformacji kościół kilkakrotnie był niszczony i plądrowany – w 1525 i 1576. Zakonnicy zostali wypędzeni z klasztoru, kilku z nich straciło życie.
W 1564 władze gdańskie oddały klasztor protestantom, a skarbiec klasztorny zabrano na ratusz. Po interwencji króla Zygmunta Augusta, klasztor w 1567 zwrócono dominikanom.
11 października 1587 w kościele św. Mikołaja miało miejsce wręczenie przybyłemu ze Szwecji królowi Zygmuntowi III aktu elekcji, po uprzednim (7 października) zaprzysiężeniu przez niego w kościele w Oliwie zobowiązań wobec Rzeczypospolitej, tzw. pacta conventa, uchwalonych przez Sejm.
Od tego momentu ponownie rozpoczął się okres świetności kościoła św. Mikołaja. W murach klasztoru zaczęło mieszkać coraz więcej zakonników, kwitło życie intelektualne i kaznodziejstwo, a kościół otrzymał nowe wyposażenie (główny ołtarz, stalle, ambonę, organy).
Pod koniec XVII w. przebudowano gotycką kaplicę św. Jacka, znajdującą się po północnej stronie prezbiterium.
W 1813 wskutek rosyjskiego ostrzału miasta klasztor całkowicie spłonął. Dwadzieścia jeden lat później, w 1834 nastąpiła kasata zakonu, a dominikanie zostali zmuszeni do opuszczenia miasta. Zrujnowane zabudowania klasztorne ostatecznie wyburzono. Przy kościele powstała parafia katolicka (jedna z czterech w ówczesnym Gdańsku).

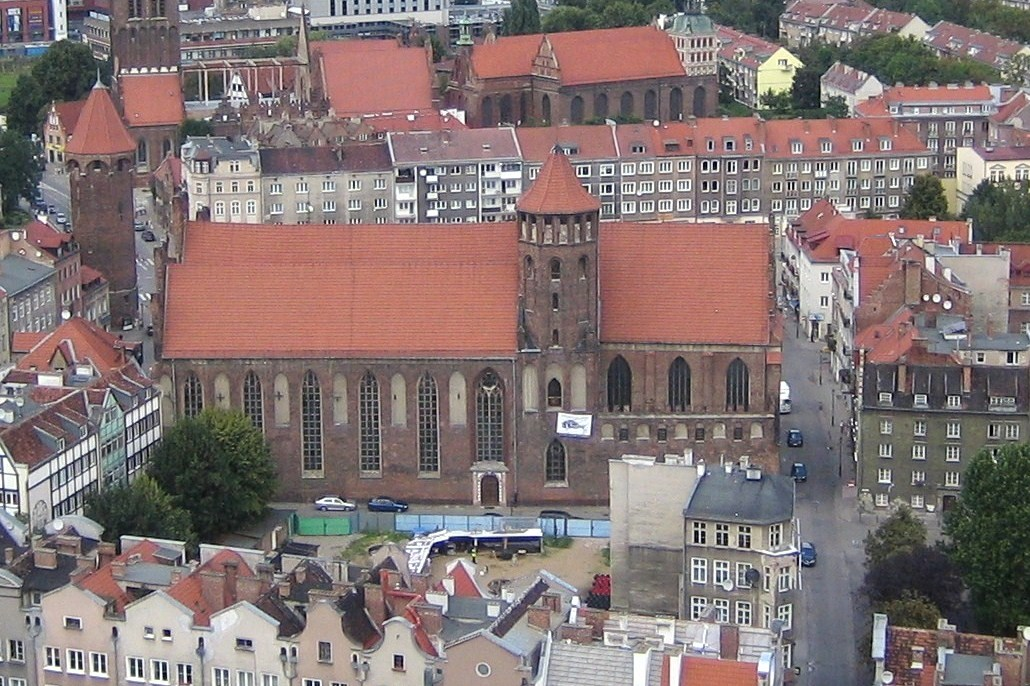
Bazylika z otoczeniem

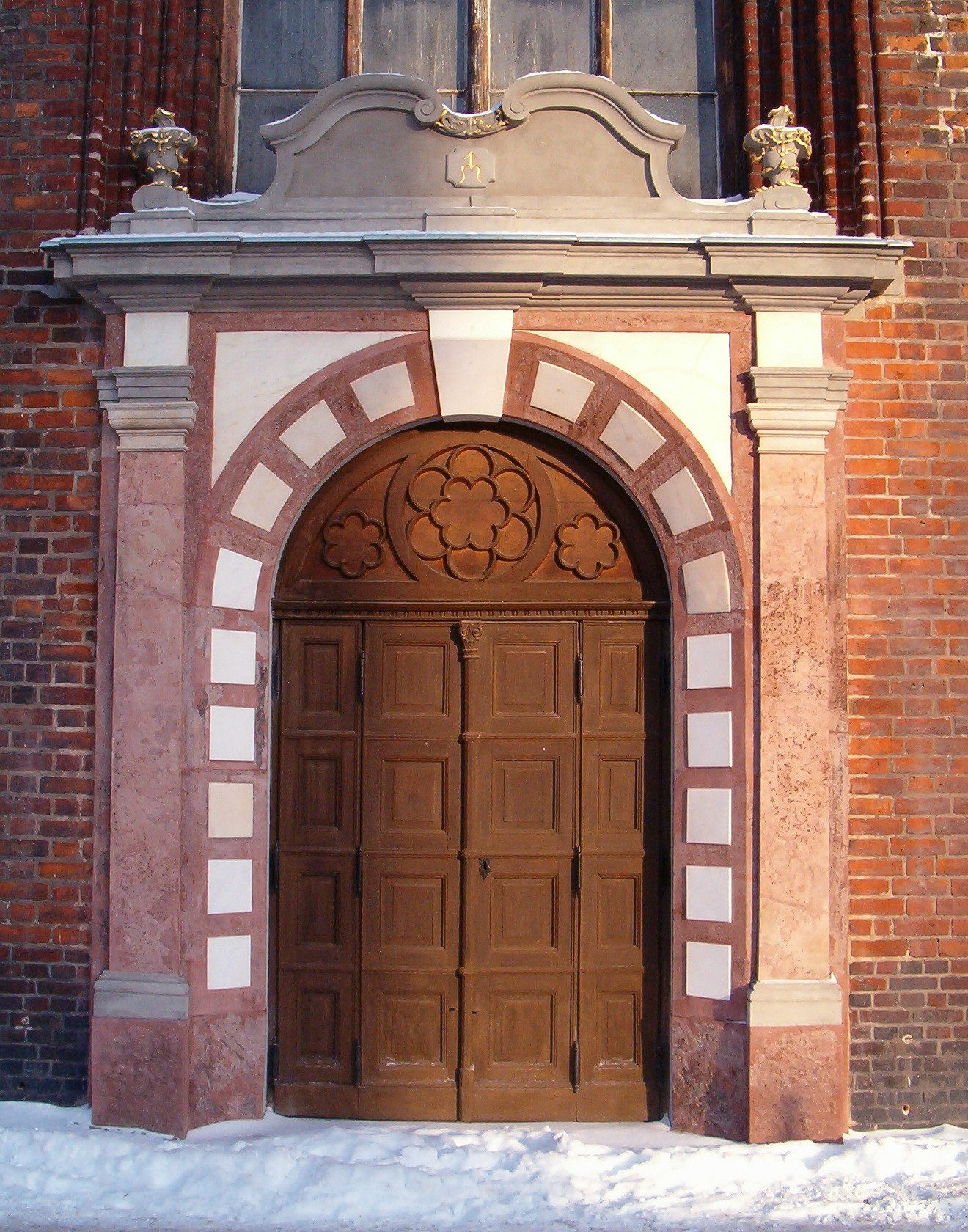
Portal

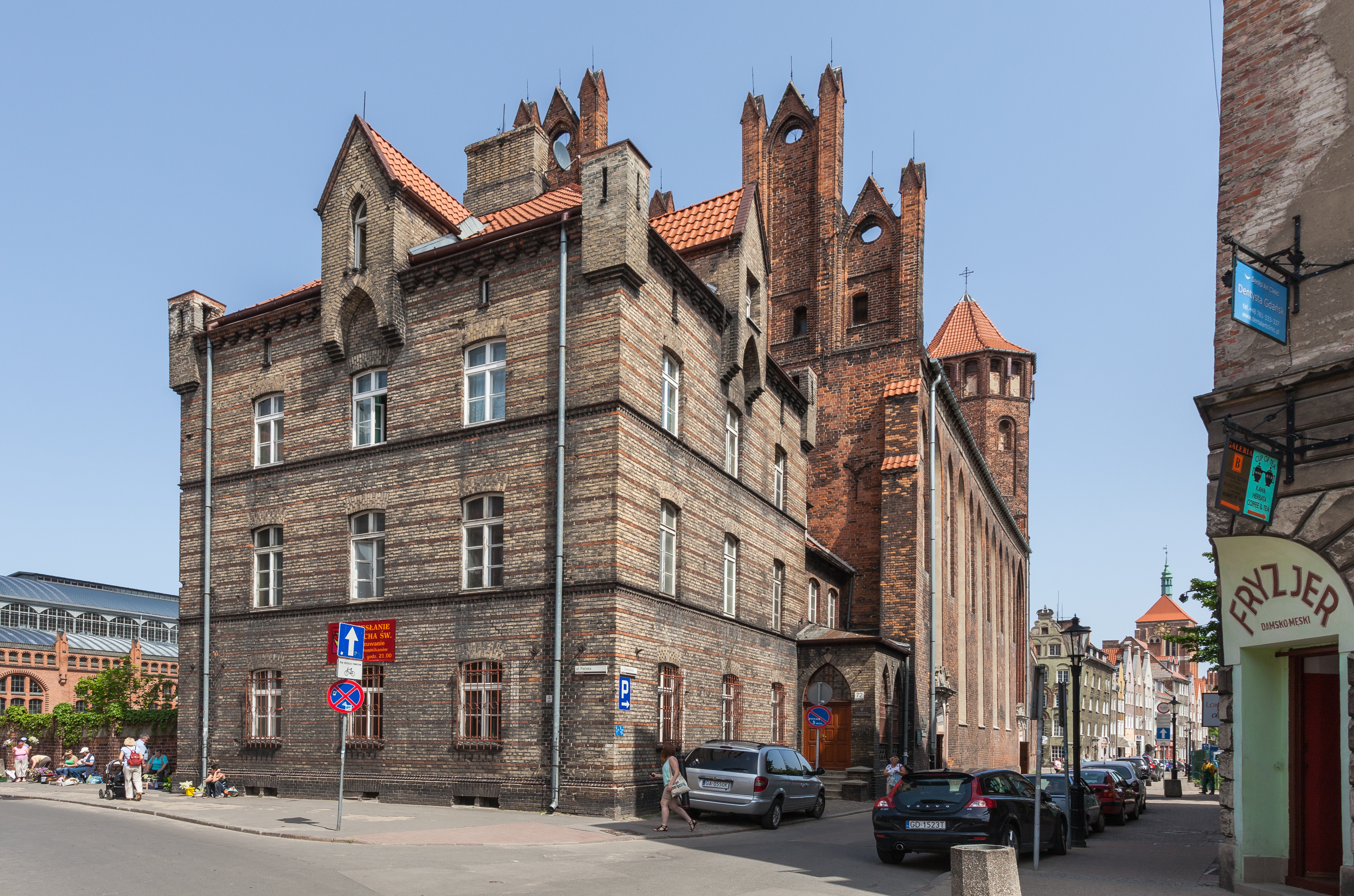
Widok z tyłu

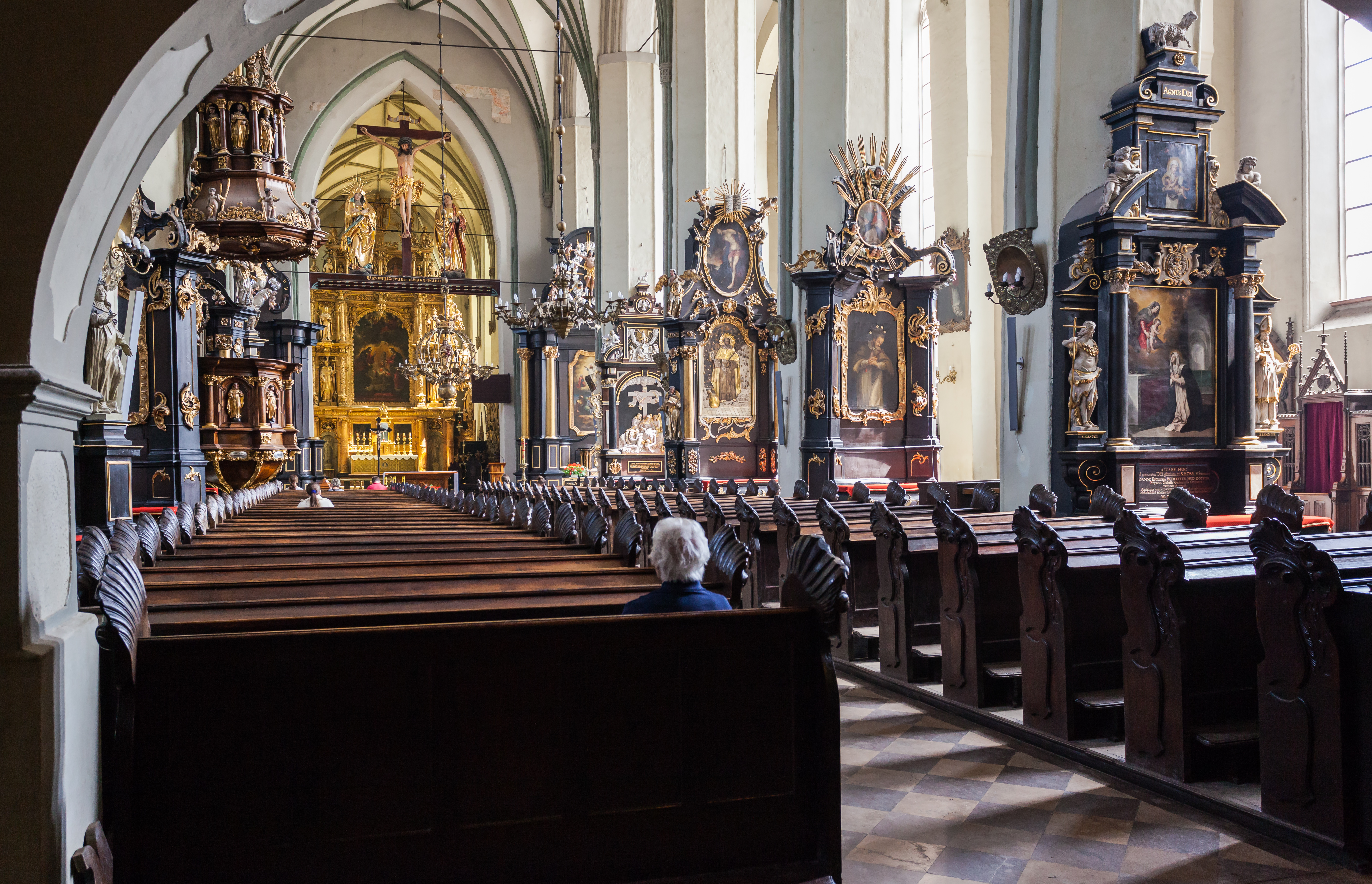
Nawa główna

W 1929 decyzją papieża Piusa XI kościół otrzymał tytuł Bazyliki Mniejszej. Z tej okazji świątynia została obdarzona papieskim umbraculum o wysokości (z drzewcem) prawie 390 cm i rozpiętości 235 cm. Uznane po 1945 za zaginione, zostało odnalezione w czasie prac ratunkowych w grudniu 2019; w 2021 przeprowadzono restaurację uszkodzonego przez grzyb zabytku.
Ta gotycka budowla jako jedyna nie uległa zniszczeniu w trakcie działań II wojny światowej. Jedna z opowieści głosi, iż kościół św. Mikołaja został oszczędzony przez palących Gdańsk radzieckich żołnierzy ze względu na postać patrona, otaczanego przez prawosławnych Rosjan szczególną czcią. Według innej teorii ówczesny proboszcz przekupił czerwonoarmistów alkoholowym zapasem kościelnej piwnicy, aby ci nie splądrowali i nie spalili kościoła.
Pochodzący z 1697 r. dzwon z kościoła św. Mikołaja w czasie II wojny światowej znalazł się na cmentarzu dzwonów w Hamburgu, a po jej zakończeniu trafił do kościoła mariackiego w Kassel. W 2025 został zwrócony gdańskiemu kościołowi.
W kwietniu 1945, po 111 latach przerwy, dominikanie znowu pojawili się w Gdańsku i zamieszkali przy swoim dawnym kościele. Przybyli tu głównie ze Lwowa, po ponownym zajęciu tego miasta przez ZSRR i wymuszonej przez reżim sowiecki ekspatriacji polskiego duchowieństwa i polskiej ludności. Przywieźli z tamtejszego kościoła dominikanów średniowieczną ikonę Matki Bożej Zwycięskiej, patronki tego miasta, która do dzisiaj znajduje się w kościele. Słynący cudami obraz był ofiarowany zakonowi dominikanów w 1260 przez Konstancję, żonę Lwa – księcia halicko-włodzimierskiego. 1 lipca 1751 roku, za zgodą papieża Benedykta XIV, arcybiskup lwowski Mikołaj Ignacy Wyżycki koronował cudowny obraz.
W późnych latach 60. kościół stał się siedzibą myśli opozycyjnej i niepodległościowej. Ojciec Ludwik Wiśniewski organizował wówczas spotkania dyskusyjne, w których uczestniczyli ówcześni licealiści z I Liceum Ogólnokształcącego im. Mikołaja Kopernika w Gdańsku, a późniejsi działacze opozycyjni i politycy, tacy jak Aleksander Hall, Arkadiusz Rybicki, Grzegorz Grzelak i Wojciech Samoliński.
W 2018 w dzwonnicy kościoła odkryto uważane od II wojny światowej za zaginione fragmenty barokowego obrazu Matki Boskiej z Dzieciątkiem.
31 października 2018 z powodu złego stanu (licznych pęknięć) sklepienia, zapadania się filarów i odkształcania posadzki południowej nawy, a także przesuwania się łuków, a w konsekwencji zagrożenia katastrofą budowlaną, kościół został zamknięty. Wiosną 2019 z powodu pojawienia się rys i ubytków południowej ściany prezbiterium i przechylania się sterczyn zamknięto chodnik przy ul. Lawendowej. 8 sierpnia 2020 kościół został otwarty, a 28 listopada 2020 ponownie zamknięty (do 30 listopada) – tym razem z powodu nałożenia na klasztor kwarantanny.
Również w 2020 zakończono ratunkową renowację zachodniej elewacji bazyliki od ul. Pańskiej. Były to pierwsze prace przy murach świątyni od 1945.

## Architektura
Bazylika św. Mikołaja jest trzynawową halą. Fasada zachodnia zakończona jest szczytem ozdobionym wnękowaniem i sterczynami. Kościół przykryty został potrójnym dachem, nad każdą nawą z osobna.
Wewnątrz sklepienia wspierają się na 10 ośmiobocznych filarach. Nawa północna przechodzi ku wschodowi w kaplicę św. Jacka, zaś południowa – w kaplicę św. Józefa pod wieżą i dalej w zakrystię. W podziemiach znajdują się krypty, udostępnione do zwiedzania w czasie Jarmarku Dominikańskiego.
Zabytkowa posadzka kościoła wykonana jest z odpornego na ścieralność, ale łamliwego wapienia olandzkiego. Na płytach znajdują się pozostałości prehistorycznych zwierząt łodzikowców, a także znaki wytwórców kamienia.

### Wymiary kościoła
- Długość naw – 37 m
- Wysokość nawy głównej – 16 m
- Długość prezbiterium – 25 m
- Szerokość prezbiterium – 9,30 m

## Wyposażenie

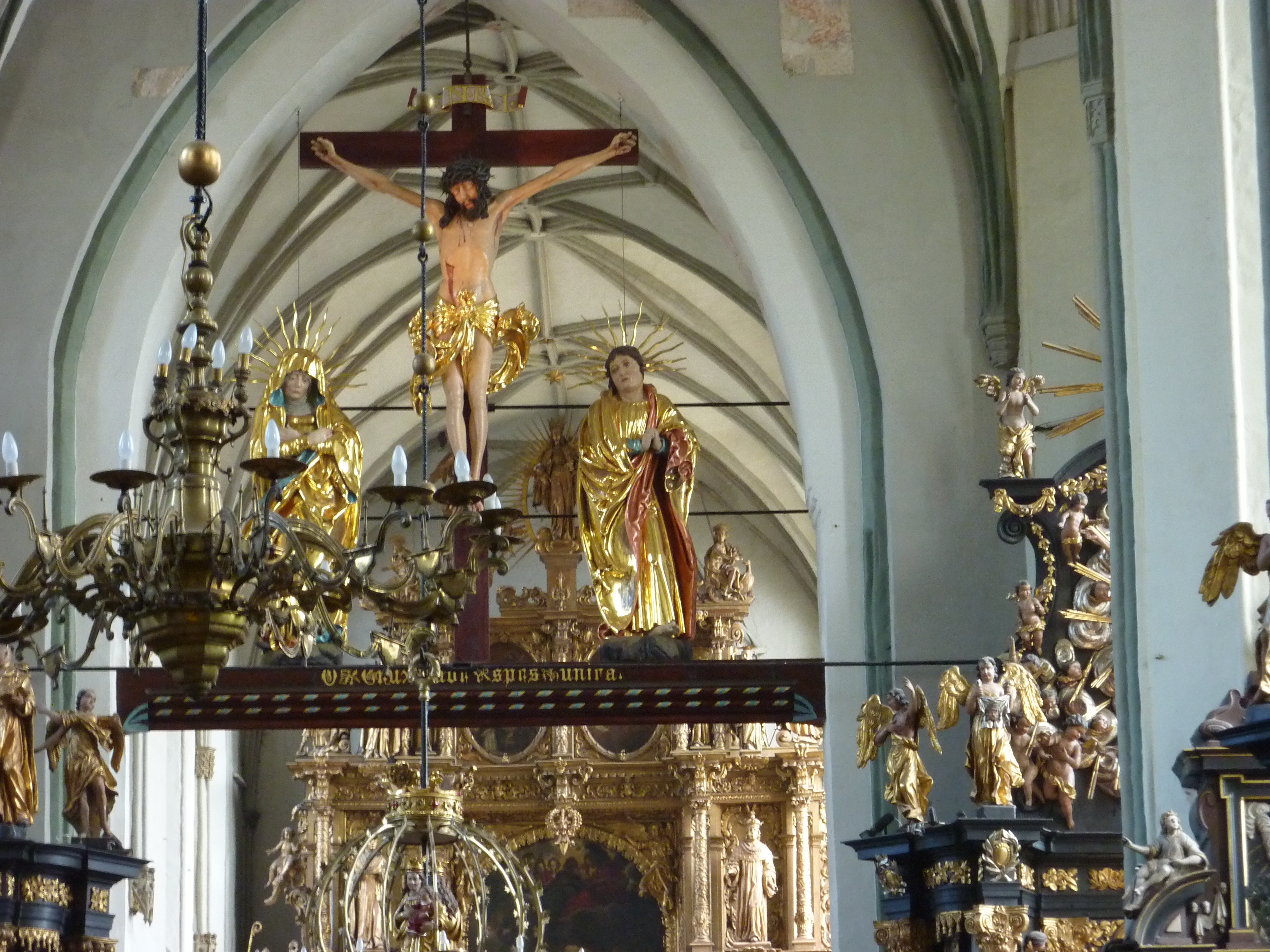
Belka tęczowa

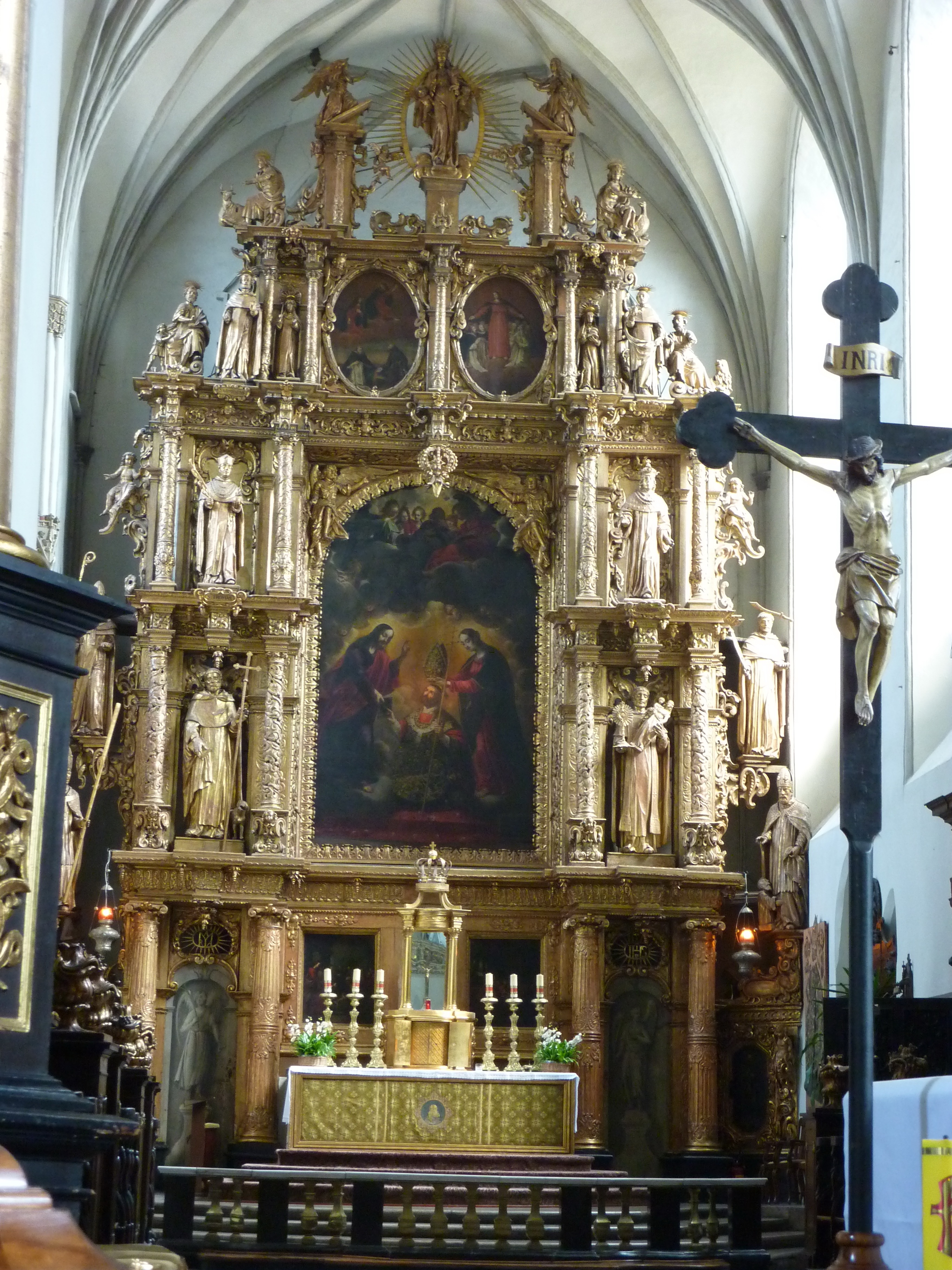
Ołtarz główny

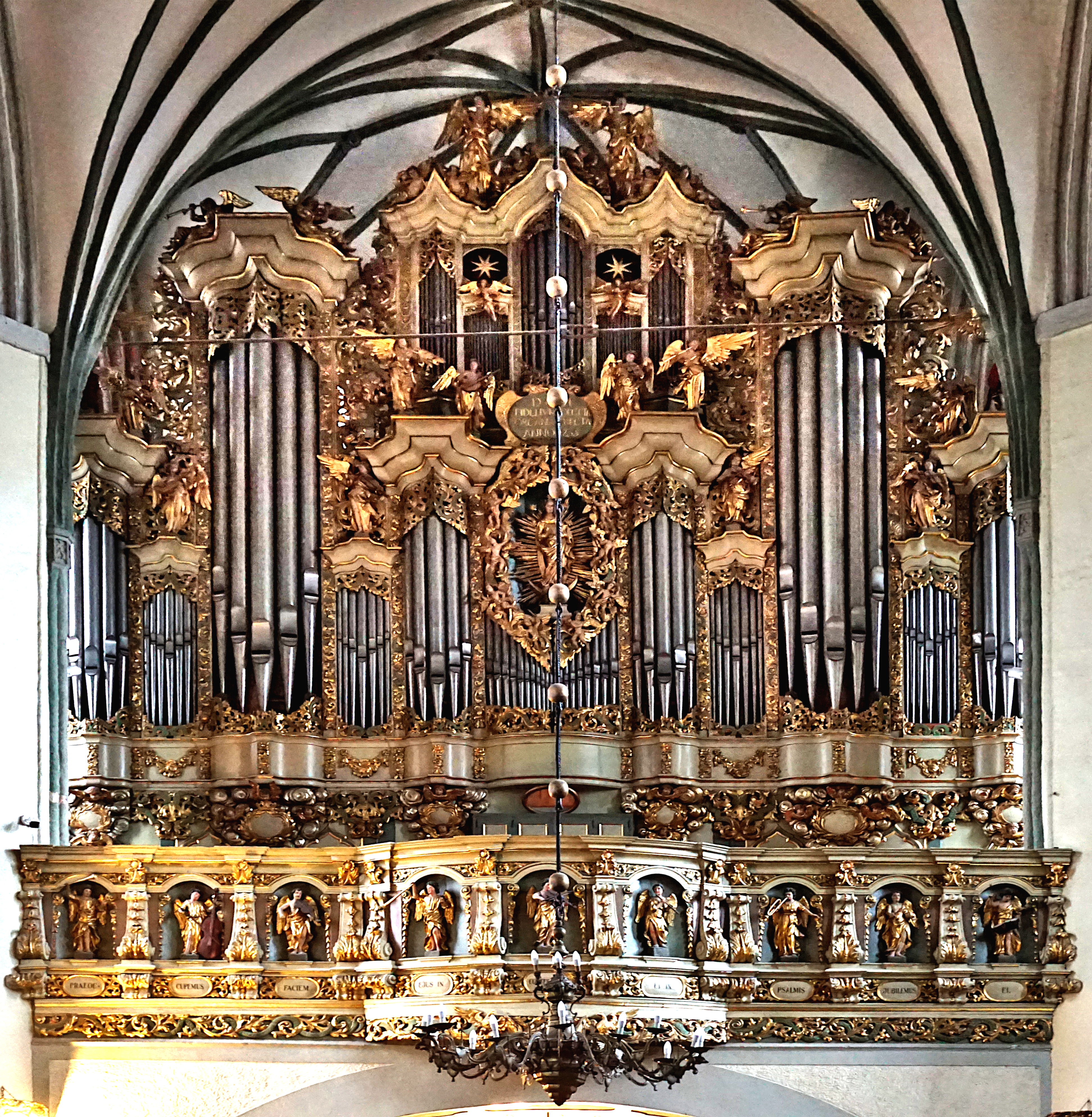
Prospekt organowy

We wnętrzu zachowane jest bogate wyposażenie gotyckie, renesansowe, barokowe i rokokowe. Mimo że patronem kościoła jest opiekun żeglarzy, wewnątrz świątyni nie ma zbyt wielu elementów marynistycznych.
Najwcześniejsze gotyckie zabytki to Pietà z pocz. XV w. przy kaplicy św. Jacka i malowidła na północnej ścianie prezbiterium z ok. 1430 przedstawiające Mękę Pańską, pierwotnie przyozdobione złotem. Poza tym do gotyckiego wyposażenia należy tablicowy obraz Matki Boskiej z Dzieciątkiem (ok. 1466), krucyfiks z belki tęczowej (ok. 1520) i nieco późniejsze, cenne artystycznie stalle, ustawione po obu stronach prezbiterium, składające się z gotyckich siedzisk z ok. poł. XVI w. i późniejszych, rokokowych zaplecków z poł. XVIII w., ozdobionych girlandami i ornamentami typu rocaille oraz 22 wypukłymi reliefami. Reliefy te, dzieło nieznanego artysty, przedstawiają sceny z życia Jezusa na tle architektury i krajobrazów.
W świątyni zachowała się płyta nagrobna pochowanego tu rycerza krzyżackiego. Do dzieł barokowych i renesansowych zaliczyć należy epitafia katolickiej szlachty pomorskiej, m.in. Jana Konopackiego (1594-1605), Johanna Joachima Posseliusa (przed 1625), Johanna Ernesta Schefflera (1663), Piotra Wyhowskiego (epitafium inskrypcyjne z okresu 1705-1713), czy Józefa Hercyka (epitafium inskrypcyjne z 1733).
W 1896 roku w związku z remontem świątyni usunięto 15 z 25 istniejących dotąd ołtarzy.

### Ołtarz główny
Sztukę późnego renesansu reprezentuje przede wszystkim bogato zdobiony, pięciokondygnacyjny ołtarz główny, pochodzący z 1643. Wypełnia on całą powierzchnię wschodniej ściany prezbiterium, zawiera liczne obrazy i rzeźby figuralne i jest pokryty polichromowaną dekoracją reliefową z motywami chrząstkowo-małżowinowymi. Obraz główny z 1647, namalowany na płótnie przez gdańskiego artystę Augusta Ranischa, przedstawia patrona kościoła, św. Mikołaja klęczącego przed Chrystusem, który wręcza mu księgę i Matka Boska, która wkłada na jego głowę mitrę. Obraz zajmuje wysokość drugiej i trzeciej kondygnacji ołtarza. Na czwartej kondygnacji widnieją dwa owalne obrazy przedstawiające św. Dominika i św. Franciszka. Na wszystkich kondygnacjach rozmieszczone są liczne figury świętych, m.in.: św. Stanisław z Piotrowinem u stóp, św. Wojciech z wiosłem, św. Jacek Odrowąż z figurką Madonny w lewej ręce, powyżej św. Kazimierz królewicz, a nad nim brat Jacka, bł. Czesław Odrowąż. Kompozycję ołtarzową wieńczy figura Madonny w promienistej mandorli.

### Ołtarze boczne
Poza ołtarzem głównym w kościele zachowało się również 12 ołtarzy bocznych, m.in.:
- ołtarz św. Róży z Limy, dzieło K. Gockellera z 1671, z obrazem św. Róży pędzla Andrzeja Stecha
- ołtarz św. Dominika (dawniej św. Jana Nepomucena), rokokowy, z II. Pol. XVIII w.
- ołtarz św. Wincentego Ferreri
- ołtarz Matki Boskiej Bolesnej z 1662, z drewnianą rzeźbą „Opłakiwanie Chrystusa” i obrazem „Zmartwychwstanie” ufundowanym przez Marcina Kulmińskiego
- ołtarz Przemienienia Pańskiego, oddany restauracji w l. 2012-2020.

### Chrzcielnica
W nawie południowej, przy pierwszym filarze znajduje się XVIII-wieczna kropielnica w kształcie kielicha, wykonana z czarnego marmuru. Po drugiej stronie nawy stoi barokowa chrzcielnica z 1732, fundacji F. Brunattiego, bogato ornamentowana. Jej czasza, cynowa misa z 1781, spoczywa na postaciach 4 ewangelistów wysokich na 50 cm.

### Organy
Sztukę późnego baroku reprezentują organy słynące z idealnie czystych dźwięków. Prospekt organowy pochodzi z 1755. Obecny wygląd organów to efekt ich przebudowy w 1977, kiedy na górną partię instrumentu przeniesiono z powrotem małe organy, umieszczone w 1932 w nawie południowej.

### Pulpit na kancjonały
Pulpit – pamiątkę elekcji Stanisława Augusta Poniatowskiego na króla Polski w 1764 roku w formie orła stanisławowskiego w koronie trzymającego w szponach herb Gdańska wykonał na własny koszt gdański ludwisarz Ernest Fryderyk Koch. Umieszczony pierwotnie w prezbiterium, jeszcze przed II wojną światową został przeniesiony pod ołtarz główny. W przedwojennym Gdańsku był symbolem Rzeczypospolitej ozdabianym przez Polki i Polaków kwiatami.

## Działalność duszpasterska przy kościele św. Mikołaja
- Duszpasterstwo Akademickie Górka
- Duszpasterstwo Młodzieżowe Katamaran
- Duszpasterstwo Małżeństw Niesakramentalnych
- Dominikańskie Centrum Informacji o Nowych Ruchach Religijnych i Sektach – Ośrodek w Gdańsku, www.badzwolny.eu
- Dominikańska Szkoła Wiary
- Psycholog
- Bractwo Różańcowe
- Dom na Skraju

Przy kościele żyło i pracowało dziesięciu dominikanów.